# کوواکسین
بی‌بی‌وی۱۵۲ (به انگلیسی: BBV152) (همچنین به عنوان کوواکسین (به انگلیسی: Covaxin) شناخته می‌شود) یک واکسن کووید ۱۹ مبتنی بر ویروس غیرفعال است که توسط بهارات بیوتک و با همکاری شورای تحقیقات پزشکی هند تولید می‌شود.

## تحقیقات بالینی

### آزمایش‌های فاز ۱ و ۲
در مه ۲۰۲۰، مؤسسه ملی ویروس‌شناسی شورای تحقیقات پزشکی هند سویه‌های ویروس را برای تولید واکسن کاملاً بومی کووید-۱۹ تأیید و تهیه کرد. در ژوئن ۲۰۲۰، این شرکت مجوز انجام آزمایش‌های فاز ۱ و فاز ۲ انسانی بر روی واکسن کووید-۱۹ تکاملی به نام کوواکسین را از سازمان کنترل داروهای عمومی هند، دولت هند دریافت کرد. در مجموع ۱۲ سایت توسط شورای تحقیقات پزشکی هند برای آزمایش‌های بالینی تصادفی، دوسوکور و کنترل دارونما برای کاندیدهای واکسن فاز ۱ و ۲ انتخاب شدند.
در دسامبر ۲۰۲۰، این شرکت گزارش آزمایش‌های فاز اول را اعلام کرد و نتایج را از طریق پیش‌چاپ medRxiv ارائه داد؛ گزارش بعداً در لنست منتشر شد.

### آزمایش‌های فاز ۳
در نوامبر ۲۰۲۰، کوواکسین مجوز انجام آزمایش‌های انسانی فاز ۳ را پس از اتمام فاز ۱ و ۲ دریافت کرد. این آزمایش شامل یک مطالعه تصادفی، دوسوکور و کنترل‌شده با دارونما در بین داوطلبان گروه سنی ۱۸ سال به بالا است که از ۲۵ نوامبر آغاز شد. در آزمایش‌های فاز سوم حدود ۲۶٬۰۰۰ داوطلب از سراسر هند شرکت داشتند. آزمایش‌های فاز ۳ در مجموع ۲۲ سایت شامل چندین ایالت در این کشور شامل دهلی، کارناتاکا و بنگال غربی را دربر گرفت.
میزان امتناع برای آزمایش‌های فاز ۳ بسیار بیشتر از فاز ۱ و فاز ۲ بود. در نتیجه تا ۲۲ دسامبر فقط ۱۳٬۰۰۰ داوطلب جذب شدند که تعداد آن‌ها تا ۵ ژانویه به ۲۳٬۰۰۰ نفر افزایش یافت.

## ساخت
بهارات بیوتک در حال تولید کاندیدای واکسن از طریق تولید در معرض خطر در سیستم تولید سلول‌های ورو است که توانایی ارائه حدود ۳۰۰ میلیون دوز را دارد. این شرکت در حال راه‌اندازی کارخانه دوم در تأسیسات دره ژنوم در حیدرآباد برای ساخت کوواکسین است. این شرکت در حال مذاکره با دیگر دولت‌های ایالتی مانند اودیسا برای سایت دیگری در کشور جهت ساخت واکسن است. علاوه بر این، آن‌ها همچنین در حال بررسی روابط بین‌المللی برای تولید کوواکسین هستند.
در دسامبر ۲۰۲۰، شرکت اکوگن با بهارات بیوتک همکاری کرد تا کوواکسین را برای بازار ایالات متحده تولید کند.
در ژانویه ۲۰۲۱، پرسیزا مد با بهارات بیوتک توافق‌نامه‌ای را برای تهیهٔ کوواکسین در برزیل منعقد کرد.

## مجوز استفاده اضطراری
بهارات بیوتک به کنترل‌کنندهٔ داروهای عمومی هند، دولت هند مراجعه کرده و به دنبال مجوز استفاده اضطراری است. این سومین شرکت پس از مؤسسهٔ سرم هند و فایزر بود که درخواست تأیید استفاده اضطراری را ارائه داد.
در ۲ ژانویه ۲۰۲۱، سازمان کنترل استاندارد داروهای مرکزی مجوز استفاده اضطراری را توصیه کرد، که در ۳ ژانویه اعطا شد. تأیید اضطراری قبل از انتشار داده‌های آزمایش فاز ۳ داده شد. این مورد در برخی بخش‌های رسانه‌ای مورد انتقاد قرار گرفت.